# Betty Meggers
Betty Jane Meggers (5 de desembre de 1921-2 de juliol de 2012) va ser una arqueòloga nord-americana coneguda pels treballs que va realitzar amb el seu espòs Clifford Evans a Sud-amèrica. Betty Meggers va viure experiències en el camp de l'antropologia des que tenia setze anys, quan va exercir un voluntariat per a l'Institut Smithsoniano de Washington DC, treballant en Pueblo Bonito (cultura Anasazi) en Nou Mèxic.

## Dades biogràfiques
Va néixer a Washington, DC, filla del físic William Meggers and Edith R. Meggers. El seu pare mitjançant diverses visites als jaciments arqueològics dels Estats Units i Amèrica del Sud va impulsar la vocació de la seva filla per l'arqueologia.
Meggers es va graduar de la Universitat de Pennsilvània en 1943 i un any més tard va obtenir un mestratge de la Universitat de Michigan. Va publicar el seu primer article científic sobre els Marajo en 1945. Més tard va assistir a la Universitat de Colúmbia a Nova York per obtenir el seu doctorat (Ph.D.) En aquesta última Universitat va conèixer al seu espòs, un altre estudiant d'arqueologia. La tesi doctoral presentada per Meggers es va anomenar The Archaeological Sequence on Marajo Island, Brazil with Special Reference to the Marajoara Culture.

## Recerca
El treball de recerca va iniciar en l'estudi de l'illa Marajo en la conca del Riu Amazones. Una gran part dels seus estudis van ser realitzats a Sud-amèrica, particularment a Equador, Perú, Veneçuela, Xile, Brasil i la Guyana. Possiblement la seva contribució més coneguda al camp de l'arqueologia estigui continguda en el llibre que va publicar amb el títol de Prehistoric America: An Ecological Perspective (Amèrica prehistòrica: Una perspectiva ecològica) on suggereix controversialment la relació entre els pobles del nord-oest de Sud-amèrica i el Japó, basant-se per això en els seus estudis de les similituds de la ceràmica oposada en jaciments arqueològics de Valdivia en l'Equador i els oposats al Japó, de la mateixa època entre 2000 i 3000 anys aC. També va fer veure que plantes, agents patògens i paràsits d'origen japonès es trobaven entre la població de diversos pobles andins.
Meggers va desenvolupar un mètode amb el seu espòs, Clifford Evans, pel qual fragments de ceràmica poden ser analitzats amb propòsits de datació. Addicionalment, Meggers va estar entre les primeres investigadores que van examinar la influència del medi ambient en societats primitives i a plantejar com els processos culturals estan relacionats amb l'adaptació a l'ambient.

## Afiliació professional
Va estar afiliada a:
- 1950-1951: Instructor de la American University de Washington, DC.
- Des de 1954: Investigadora associada en l'Institut Smithsoniano a Washington, DC.
- 1959-1961: Secretària executiva de l'American Anthropological Association.

En la data de la seva mort en 2012, Betty Meggers era:
- Investigadora del Programa Nacional de Perquisicions Arqueològiques en l'Amazònia (PRONAPABA).
- Directora del programa sobre arqueologia a Amèrica Llatina del Museu Nacional d'Història Natural de l'Institut Smithsoniano a Washington, DC.

## Reconeixements
Meggers va ser àmpliament reconeguda per les seves aportacions a l'arqueologia. Alguns d'aquests reconeixements són:
- 1956: Washington Academy of Sciences, pels seus assoliments científics.
- 1966: Medalla al Mèrit del govern de l'Equador.
- 1966: Medalla d'or en el 37 International Congress of Americanists.
- 1985: Society for American Archaeology, en el 50 aniversari de la institució.
- 1997: Medalla de "La Periquera" del Museu Provincial de Holgun, Cuba.
- 1997: Doctor Honoris causa de la Universitat Nacional de la Plata, Argentina.
- 1998: Meggers i Evans, reconeixement a la seva contribució de la identitat nacional de l'Equador. Ambaixada d'aquest país a Washington, D. de C.

## Publicacions
Meggers va escriure prop de 200 articles, traduccions i llibres. Va fer publicacions en moltes de les revistes més prestigiades del seu camp d'acció com: American Anthropologist, Archaeology, American Antiquity, Americas, i National Geographic.